# Friedrich von Zangen
Friedrich von Zangen (* 2. Dezember 1812 in Lang-Göns; † 6. April 1876 in Battenberg (Eder)) war ein deutscher Forstmann und Abgeordneter.

## Leben
Friedrich von Zangen studierte an der Hessischen Ludwigs-Universität. 1832 wurde er im Corps Starkenburgia aktiv. Nach dem Studium trat er in den Forstdienst des Herzogtums Nassau. Bis Ende 1855 war er 13 Jahre Oberförster in Biedenkopf. Zu Beginn des Jahres 1856 wurde er als Forstmeister nach Battenberg versetzt, wo er zuletzt Regierungs- und Forstrat war. Er gehörte dem Vorstand der Sparkasse Biedenkopf an.
1871–1873 vertrat v. Zangen als Abgeordneter den Wahlkreis Wiesbaden 11 (Biedenkopf) im Preußischen Abgeordnetenhaus. Er gehörte der Fraktion der Freikonservativen Partei an. Von 1872 bis 1873 war er Mitglied des Nassauischen Kommunallandtags.

## Auszeichnungen
- Ehrenbürgerschaft der Stadt Biedenkopf, 1. Januar 1856